# Kwajalein

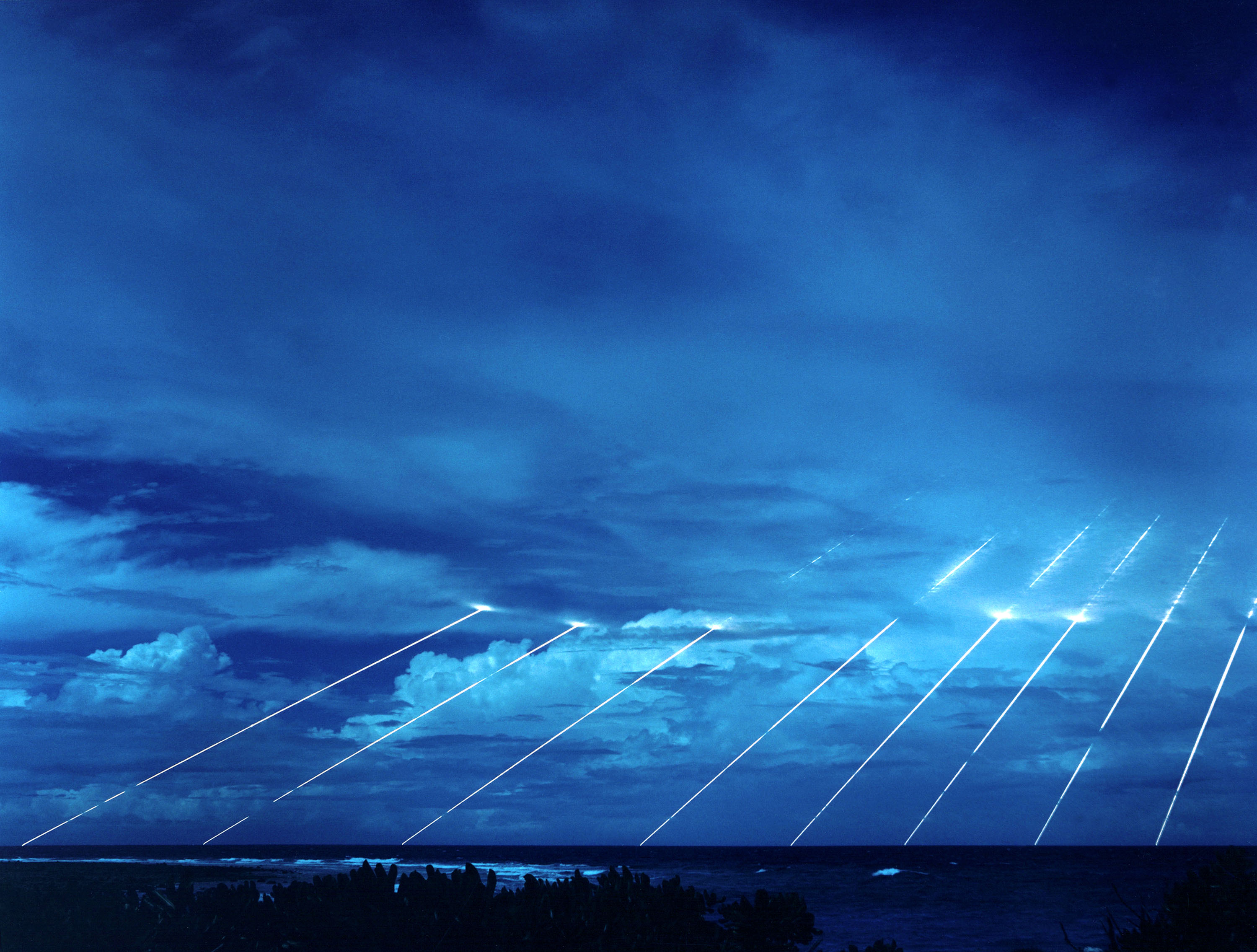
Essai du missile LGM-118A Peacekeeper. On aperçoit les trajectoires de rentrée des 8 têtes nucléaires (25 fois la puissance de la bombe d'Hiroshima chacune).

Kwajalein (Kuwajleen en marshallais) est un atoll corallien faisant partie des îles Marshall et situé au centre de l’océan Pacifique. L'atoll d'une superficie de 16,4 km² comporte 97 îlots qui entourent l'un des plus grands lagons du monde (2 174 km²), et moins d'une dizaine d'îles. Une partie de l'atoll est occupée par une ancienne base militaire américaine à partir de laquelle ont été effectués des lancements de fusées et de missiles. Les quelque 10 000 habitants, vivant principalement à Ebeye, deuxième ville du pays située dans le sud-est de l'atoll, sont composés en majorité de civils et militaires américains employés par la base. L'atoll se trouve dans la chaîne de Ralik.
L'atoll est occupé par les forces américaines sans interruption depuis 1944. Kwajalein, contrairement aux atolls voisins de Bikini et Rongelap, n'a jamais été utilisé pour les essais nucléaires qui se sont déroulés dans l'archipel durant les années 1950 et 1960. Par contre, l'atoll a servi de base logistique pour la campagne d'essais nucléaires baptisée  opération Crossroads de 1946.
Les États-Unis louent 11 des 97 îlots. L'activité de la base américaine est en partie liée à son intégration dans le site d'essai balistique Ronald-Reagan. L'atoll abrite également l'une des cinq stations terrestres qui contrôlent le réseau de satellites GPS.
Les infrastructures existantes ont attiré la société SpaceX qui a réalisé les lancements commerciaux de sa fusée Falcon 1 depuis l'île Omelek. Cinq tirs (dont deux tirs de démonstration) ont été réalisés entre le 24 mars 2006 et le 13 juillet 2009. Depuis la fin des tirs de la Falcon 1, la base de lancement est abandonnée. 

## Historique

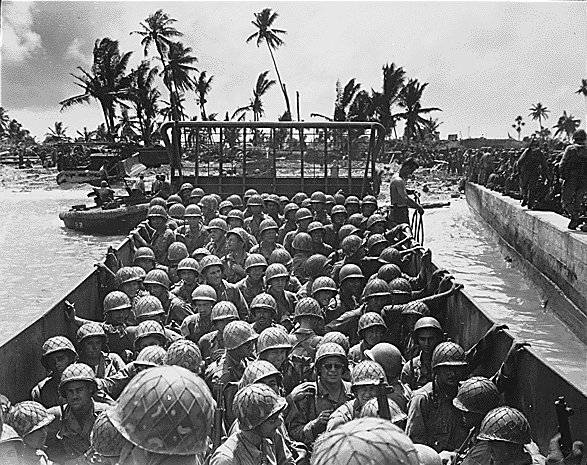
Débarquement des troupes américaines en 1944.

Trente ans avant que les Japonais ne l'occupent militairement, l'atoll et en particulier l'île principale est un petit centre de commerce du coprah administré par des civils japonais. Bien que l'archipel ait fait partie de l'empire colonial allemand durant 20 ans, les Japonais en prennent le contrôle pacifiquement en 1914 et installent leur administration à partir de 1922 avec un mandat de la Société des Nations.
Les colons japonais sont peu nombreux dans l'atoll. Les Japonais sont surtout des commerçants et leurs familles qui tiennent des succursales de commerces dirigés depuis l'atoll de Jaluit. Il y a également le personnel de l'administration et, après la création d'une école publique en 1935, des enseignants venus du Japon. Les habitants des îles Marshall gardent le souvenir d'une collaboration pacifique avec les Japonais. 
À la fin des années 1930, le Japon commença à concentrer des troupes en Micronésie dans le cadre de sa politique expansionniste. Des ingénieurs civils japonais et des travailleurs coréens et japonais ainsi que des habitants de l'atoll sont embauchés pour construire des fortifications dans l'atoll bien que des investigations archéologiques et les témoignages semblent démontrer que ces travaux n'ont réellement commencé que dans les années 1940. Ils ne seront d'ailleurs que partiellement achevés au moment du débarquement américain en 1944. Début 1943, des renforts militaires et terrestres en provenance du front de Mandchourie ainsi que des moyens navals sont envoyés dans l'atoll. La plupart des soldats ont entre 18 et 21 ans et n'ont jamais vécu sous les Tropiques.
Lorsque les travaux du premier aéroport sur l'îlot principal de Kwajalein sont lancés  (ils seront réalisés pour l'essentiel par des travailleurs coréens), l'école japonaise et toute l'administration civile sont déplacés dans l'atoll de Namu tandis que les Japonais obligent les autochtones à déménager dans les îles les plus petites.   
Kwajalein est désormais une importante base militaire japonaise. Durant la Seconde Guerre mondiale et dans le cadre de la campagne du Pacifique l'armée américaine débarque le 1er février 1944 sur les deux îles principales Roi-Namur au nord et Kwajalein au sud. Le débarquement est précédé de l'un des bombardements les plus massifs de la guerre du Pacifique. Les navires de guerre et l'artillerie débarquée sur les îlots adjacents tirent 36 000 coups de canon sur les positions japonaises tandis que les bombardiers B-24 Liberator parachèvent les destructions avec leur bombes. Sur les 8 700 hommes de la garnison de l'atoll (y compris les Coréens utilisés pour les travaux de fortification), seuls 2 200 sont réellement entraînés au combat. Les troupes japonaises, bien qu'elles soient en état d'infériorité numérique face aux dizaines de milliers de soldats américains, opposent une résistance farouche. Le 3 février les combats cessent. À la fin de la bataille, on compte 373 Américains tués contre 7 870 Japonais et Coréens et environ 200 autochtones.      
En 1946, les États-Unis utilisèrent l'archipel comme base logistique pour l'Opération Crossroads, pour tester leurs armes nucléaires. L'ancien croiseur lourd allemand Prinz Eugen (récupéré comme dommage de guerre par l'US Navy) chavira sur la cote nord de l'ile de Enubuj le 22 décembre 1946 lors de son transfert vers Kwajalein pour réparations à la suite des deux essais. Son épave repose à un peu plus de 200m de la cote, et sa poupe dépasse de l'eau. Des pompages du carburant résiduel eurent lieu en 2018-2019. C'est un lieu très prisé par les touristes plongeurs.      